# ウェリガマ
ウェリガマ（シンハラ語: වැලිගම、タミル語: வெலிகமை、英語: Weligama）は、スリランカの南部州マータラ県の都市である。スリランカの南海岸に位置しており、州都ゴールから東に30 km、コロンボ首都圏からは南に144 kmほどの距離にある。ウェリガマとはシンハラ語で"砂地の村"の意味で、その名の通り海岸沿いには広い砂浜が広がっている。主要産業は観光業と漁業である。
ウェリガマはビーチリゾートの地として知られており、小規模なホテルやゲストハウスが宿を提供している。ウェリガマで有名なのは、ストルトフィッシングと呼ばれる伝統的な釣法と、タプロベーンと呼ばれる小島である。タプロベーンにはイギリス植民地時代の白い邸宅が建っており、2013年現在ではホテルとして使用されている。
ウェリガマの住民は、シンハラ人、ムーア人、タミル人、マレー人それにバーガー人から構成される。宗教についても、スリランカの主要な宗教であるイスラム教、仏教、キリスト教、ヒンドゥー教いずれもが混在している。